# Box Butte County
Das Box Butte County ist ein County im US-Bundesstaat Nebraska. Der Verwaltungssitz (County Seat) ist Alliance, das nach der gleichnamigen Stadt Alliance in Ohio benannt wurde.

## Geographie
Das County liegt fast im äußersten Nordwesten von Nebraska, ist im Westen etwa 50 km von Wyoming, im Norden etwa 60 km von South Dakota entfernt und hat eine Fläche von 2792 Quadratkilometern, wovon 7 Quadratkilometer Wasserfläche sind. Es grenzt an folgende Countys:
|                     | Dawes County   |                 |
| Sioux County        |                | Sheridan County |
| Scotts Bluff County | Morrill County |                 |

## Geschichte
Das Box Butte County wurde 1886 auf ehemaligen Gebiet des Dawes Countys gebildet. Benannt wurde es nach einem quaderförmigen (engl.: box shaped) Monolithen (engl.: Butte) in der Nähe der Stadt Alliance.
Vier Bauwerke und Stätten des Countys sind im National Register of Historic Places eingetragen (Stand 10. Februar 2018).

## Demografische Daten

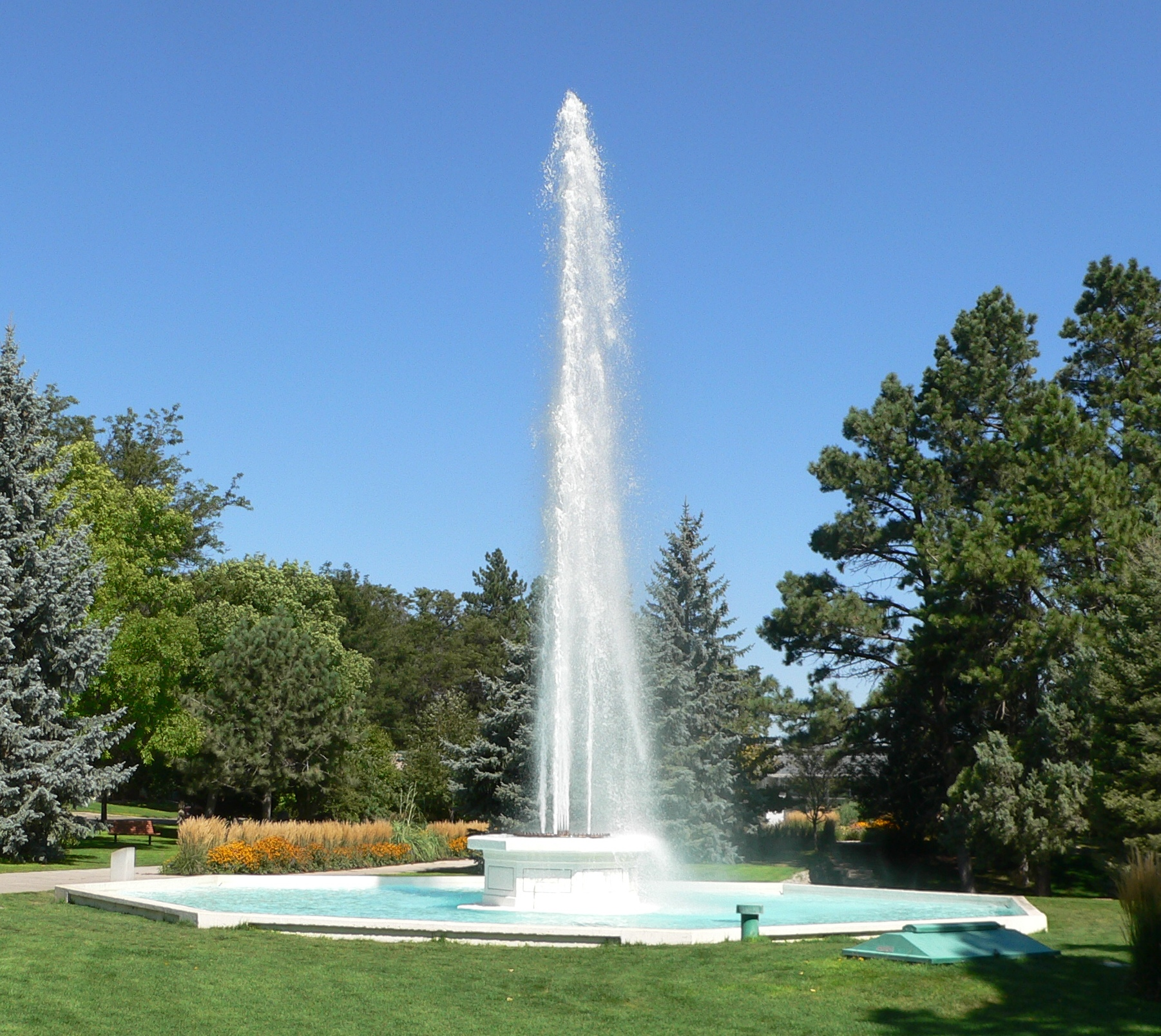
Central Park Fountain, gelistet im NRHP

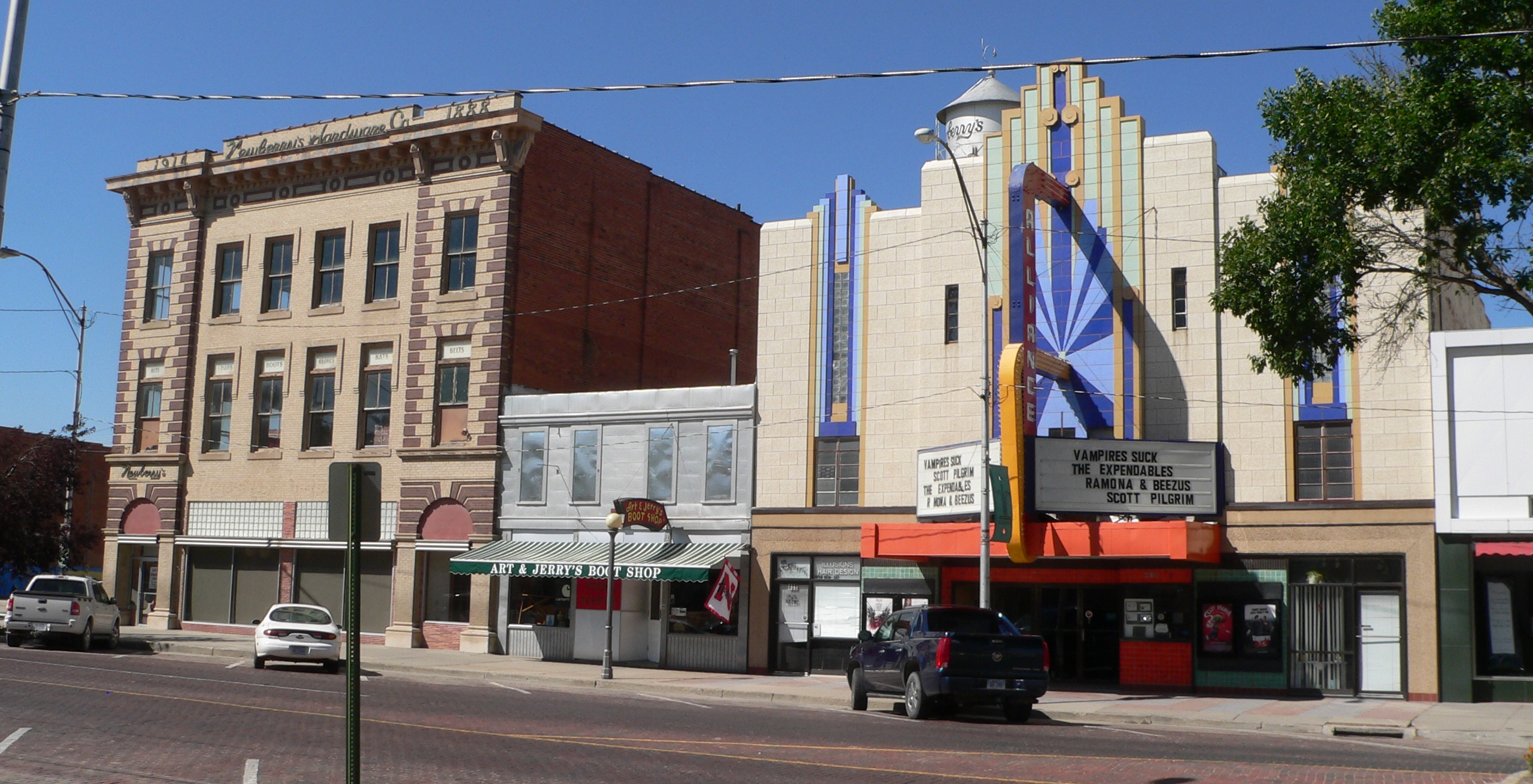
Alliance Commercial Historic District, gelistet im NRHP

Nach der Volkszählung im Jahr 2000 lebten im Box Butte County 12.158 Menschen in 4.780 Haushalten und 3.298 Familien. Die Bevölkerungsdichte betrug 4 Einwohner pro Quadratkilometer. Ethnisch betrachtet setzte sich die Bevölkerung zusammen aus 90,84 Prozent Weißen, 0,37 Prozent Afroamerikanern, 2,74 Prozent amerikanischen Ureinwohnern, 0,53 Prozent Asiaten, 0,01 Prozent Bewohnern aus dem pazifischen Inselraum und 3,55 Prozent aus anderen ethnischen Gruppen; 1,96 Prozent stammten von zwei oder mehr Ethnien ab. 7,65 Prozent der Bevölkerung waren spanischer oder lateinamerikanischer Abstammung, die verschiedenen der genannten Gruppen angehörten.
Von den 4.780 Haushalten hatten 35,6 Prozent Kinder und Jugendliche unter 18 Jahre, die bei ihnen lebten. 57,7 Prozent waren verheiratete, zusammenlebende Paare, 8,3 Prozent waren allein erziehende Mütter, 31,0 Prozent waren keine Familien, 27,5 Prozent waren Singlehaushalte und in 11,1 Prozent lebten Menschen im Alter von 65 Jahren oder darüber. Die Durchschnittshaushaltsgröße lag bei 2,50 und die durchschnittliche Familiengröße bei 3,05 Personen.
Auf das gesamte County bezogen setzte sich die Bevölkerung zusammen aus 28,1 Prozent Einwohnern unter 18 Jahren, 7,4 Prozent zwischen 18 und 24 Jahren, 26,8 Prozent zwischen 25 und 44 Jahren, 23,1 Prozent zwischen 45 und 64 Jahren und 14,6 Prozent waren 65 Jahre alt oder darüber. Das Durchschnittsalter betrug 38 Jahre. Auf 100 weibliche kamen statistisch 99,2 männliche Personen. Auf 100 Frauen im Alter von 18 Jahren oder darüber kamen statistisch 94,6 Männer.

Das jährliche Durchschnittseinkommen eines Haushalts betrug 39.366 USD, das Durchschnittseinkommen der Familien betrug 46.670 USD. Männer hatten ein Durchschnittseinkommen von 36.966 USD, Frauen 21.762 USD. Das Prokopfeinkommen betrug 18.407 USD. 9,7 Prozent der Familien und 10,7 Prozent der Bevölkerung lebten unterhalb der Armutsgrenze. Davon waren 13,7 Prozent Kinder oder Jugendliche unter 18 Jahre und 11,0 Prozent waren Menschen über 65 Jahre.

## Orte im County
- Alliance
- Berea
- Hemingford
- Letan
- Nonpareil